# مثلث سنی

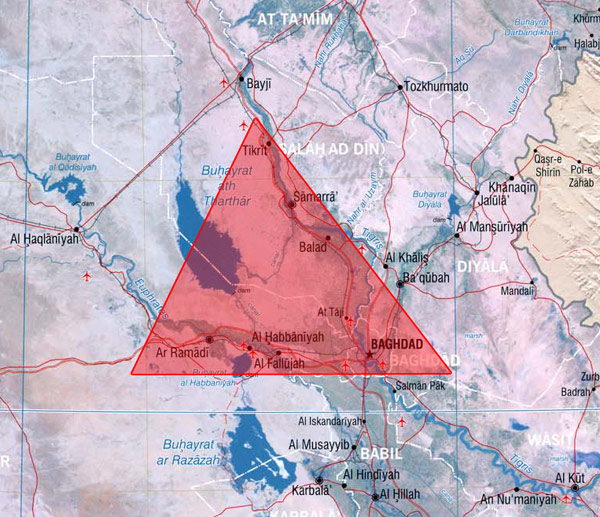
مثلث سنی

مثلث سنی یک منطقه پرجمعیت در شمال غربی بغداد در عراق است که بیشتر جمعیت آن را عربهای سنی مذهب تشکیل می‌دهند. طول هر یک از اضلاع این مثلث تقریباً ۲۰۰ کیلومتر و مساحت آن ۲۰٬۰۰۰ کیلومترمربع است و سه رأس آن به‌طور تقریبی عبارتند از بعقوبه در شرق، رمادی در غرب و تکریت در شمال. شهرهای بغداد ، سامرا و فلوجه نیز در این مثلث قرار دارند.
پس از حمله آمریکا به عراق در سال ۲۰۰۳ این ناحیه شاهد شورشهای مسلحانه علیه نیروهای ائتلاف بود. مردم این منطقه از صدام حسین حمایت می‌کردند و خود صدام نیز در تکریت متولد شده بود. سرانجام نیز نیروهای آمریکایی در ۱۳ دسامبر ۲۰۰۳ وی را در مخفیگاهی در حوالی تکریت به دام انداختند. در سال ۲۰۱۴ نیز نیروهای گروه جهادی سنی مذهب داعش موفق شدند که در این منطقه به سرعت پیشروی نمایند.